# Michelle Meadows
Anna Michelle Meadows, född 29 augusti 1981 i USA, är en svensk skådespelare. Meadows flyttade till Sverige som fyraåring; hennes far är amerikan och modern svenska. Hon spelade den självupptagna överklasstjejen Eva i kortfilmen Jag och fyra år senare i långfilmen Darling, båda regisserade av Johan Kling. Hon är bosatt i Stockholm.

## Filmografi
- 2003 – Jag
- 2004 – Kärlekens språk
- 2005 – Stinger
- 2007 – Arn – Tempelriddaren
- 2007 – Darling
- 2010 – Puss
- 2011 – Stockholm-Båstad (TV-serie)
- 2013 – Det knullande paret
- 2013 – Fröken Julie
- 2014 – En levande själ
- 2018 – Väster om friheten (TV-serie)
- 2018 – Katsching – lite pengar har ingen dött av (TV-serie)
- 2020 – Morden i Sandhamn (TV-serie)
- 2020 – Top Dog (TV-serie)
- 2021 – Den osannolika mördaren (TV-serie)